# عرشتي

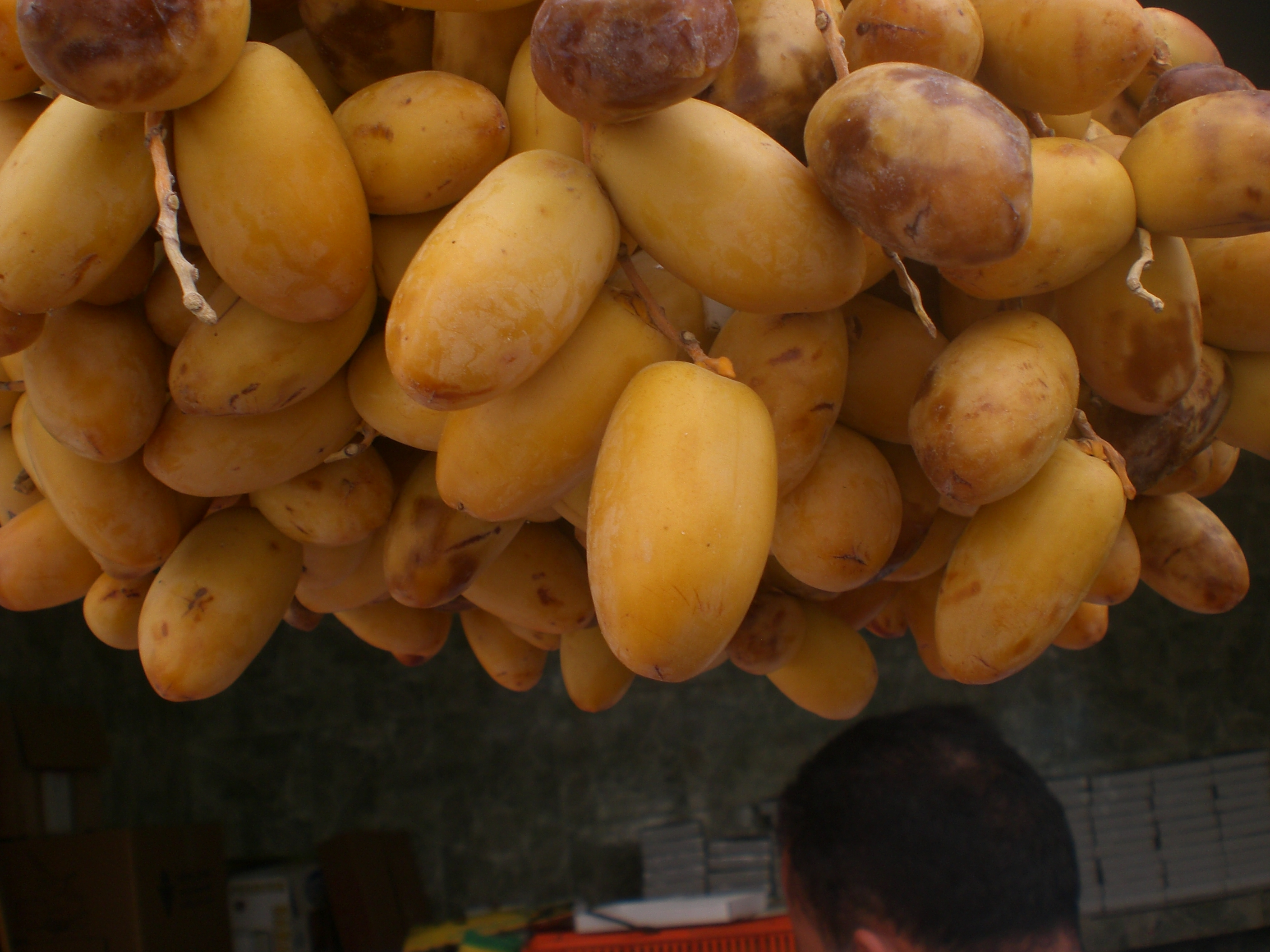
تمر وبسر العرشتي

العرشتي هو أحد أنواع التمور التي تنتجها واحات الجنوب التونسي، ويسمى في قابس الرشدي. ويؤكل بسرا. ويتميز شكله بأنه مستدير وكبير نسبيا.